# Conférence Arcadia
Pour les articles homonymes, voir Arcadia.

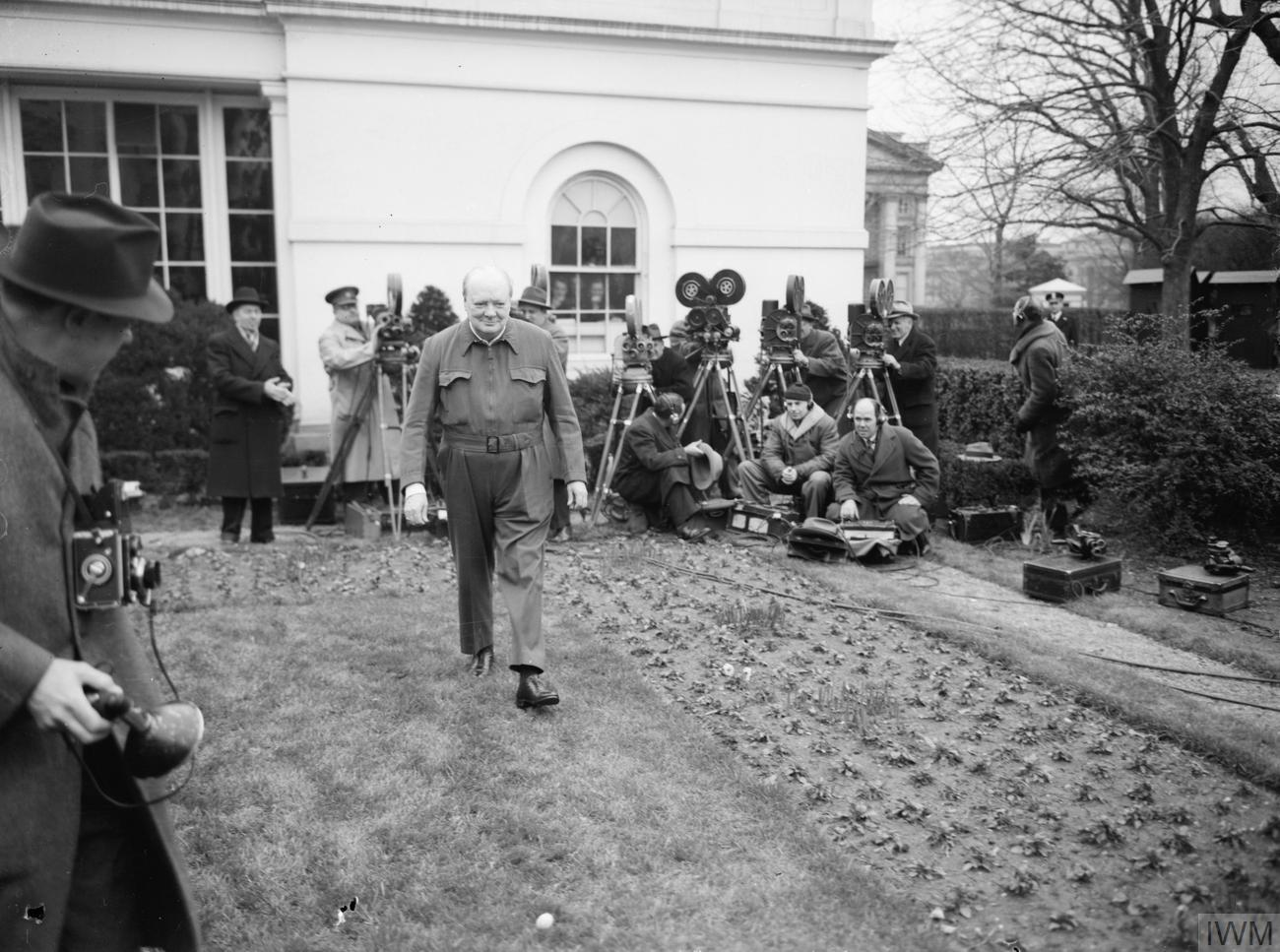
Winston Churchill filmé et photographié devant la Maison Blanche

La conférence Arcadia, tenue à Washington du 22 décembre 1941 au 14 janvier 1942, fut une rencontre alliée de la Seconde Guerre mondiale, entre les chefs de gouvernement du Royaume-Uni (Winston Churchill) et des États-Unis (Franklin D. Roosevelt).
En dépit de l'attaque de Pearl Harbor, qui avait eu lieu quelques jours plus tôt, il fut décidé que l'objectif prioritaire pour remporter la guerre était de vaincre l'Allemagne (stratégie Germany first). De plus, les alliés acceptèrent de placer leurs forces militaires sur le territoire européen sous un commandement unique.
L'idée d'un débarquement anglo-américain en Afrique du Nord fut émise par Churchill lors de cette conférence.
Un autre résultat de la conférence fut la Déclaration des Nations unies du 1er janvier 1942 sur la création de l'ONU.